# Roodbrauwspitssnavel
De roodbrauwspitssnavel (Conirostrum rufum) is een zangvogel uit de familie Thraupidae (tangaren).

## Verspreiding en leefgebied
Deze soort komt voor in de bergen van noordoostelijk Colombia en uiterst zuidwestelijk Venezuela (Táchira).